# Fri vilje
Fri vilje er et centralt begreb inden for filosofi og religion. Med menneskets frie vilje menes, at den blotte fornuft i en vis udstrækning styrer handlinger – uafhængigt af naturlige og overnaturlige faktorer. Én definition af fri vilje er muligheden for, at den handlende kunne have handlet på en anden måde. Den frie vilje ses i mange livssyn som en undtagelse fra en ellers deterministisk verden og er desuden nødvendig for flere af dem, herunder eksistentialismen. Den står i skarp modsætning til fatalismen.
Med den mekanistiske tænknings indtrædelse i videnskaben sattes ofte spørgsmål ved hverdagsopfattelsen af menneskets fri vilje, selv om det dog også blev gjort tidligere, blot i mindre udstrækning og af andre grunde. Inden for filosofien skelner man
- dels mellem determinisme og indeterminisme, det vil sige om naturen er helt årsagsbunden eller ikke,

- dels mellem kompatibilisme og inkompatibilisme, det vil sige hvorvidt fri vilje er foreneligt med en helt deterministisk verden eller ej. Der findes ingen alment accepteret definition af "fri vilje", hvilket er en af grundene til, at uenigheden er så udbredt.

## I vestlig filosofi
Spørgsmålet om fri vilje er igennem tiderne først og fremmest blevet behandlet som et filosofisk problem. Ofte kontrasterer tanken om en fri vilje mod determinismen, to begreber som dog ikke nødvendigvis står i konflikt med hinanden. Standpunktet, at disse to er forenelige, kaldes kompatibilisme. Den retning af deterministiske tænkere, som mener, at en deterministisk verden ikke er forenelig med fri vilje, kaldes ofte for inkompatibilisme eller hård determinisme; modsætningen kaldes da naturligvis blød determinisme.
De grundlæggende filosofiske synspunkter på problemet om fri vilje kan opdeles ved hjælp af svarene på følgende to spørgsmål:
1. Er determinisme sand? og
2. Eksisterer fri vilje?

### Determinisme
Determinisme er en bred betegnelse med store forskelle i betydninger. Korresponderende til hver af disse forskellige betydninger opstår en forskellig problematik, hvad angår fri vilje.
Kausal (eller nomologisk) determinisme er tesen om, at fremtidige hændelser er nødvendiggjorte af tidligere og nutidige begivenheder kombineret med naturlovene. Den slags determinisme illustreres nogle gange med tankeeksperimentet udført af Laplaces dæmon: Man kan forestille sig en entitet, der kender til alle fakta angående datiden og nutiden og kender til alle naturlove, der styrer universet. En sådan entitet kan være i stand til at bruge denne viden til at forudse fremtiden ned til mindste detalje.
Logisk determinisme er den opfattelse, at alle udsagn, hvad enten de omhandler datid, nutid eller fremtid, enten er sande eller falske. Problematikken angående fri vilje er i denne kontekst ensbetydende med problemet omkring, hvordan valg kan være frie, givet at hvad man gør i fremtiden allerede er bestemt som sandt eller falsk i nutiden.
Teologisk determinisme er tesen om, at der er en gud, som bestemmer alt, hvad mennesker vil gøre – enten ved at kende deres handlinger i forvejen (via en form af alvidenhed) eller ved at forordne deres handlinger på forhånd. Problematikken omkring fri vilje her er, hvordan ens handlinger kan være frie, hvis der er en skabning, som har bestemt dem for en forud for ens tid.
Biologisk determinisme er ideen om, at al adfærd, tro og ønsker er fastsat med vores genetiske tilkomster. Der er også andre teser om determinisme, heriblandt kulturel determinisme og psykologisk determinisme. Yderligere kombinationer og sammenstillinger af deterministiske teser, som fx bio-miljømæssig determinisme, er endnu mere almindelige.

### Kompatibilisme
Kompatibilister fastholder, at determinisme er foreneligt med fri vilje. En generel strategi anvendt af "klassiske kompatibilister", såsom Thomas Hobbes, er at hævde, at en person handler frit, udelukkende når personen har villet handle og kunne have valgt at handle anderledes, hvis denne havde valgt at gøre det. Hobbes tilskrev blandt andet sådan kompatibilistisk frihed til personen og ikke til et abstrakt begreb som vilje. For eksempel skrev han, at "ingen frihed kan tilskrives viljen, ønsker eller tilbøjelighed, men menneskets frihed; hvilken består i, at han ikke finder noget til hinder for at gøre noget, som han vil, ønsker eller har tilbøjelighed til at gøre." David Hume påpegede dette nødvendige kriterium, at "denne hypotetiske frihed er universel tilladt for alle, der ikke er fanger og fængslede". For at illustrere deres position påpeger kompatibilister krystalklare tilfælde, hvor personers fri vilje er blevet dem nægtet, gennem voldtægt, mord, tyveri eller andre former for tvang. I disse tilfælde mangler fri vilje, ikke bare fordi fortiden kausalt bestemmer fremtiden, men fordi den angribende part overrumpler offerets ønsker og præferencer angående sine handlinger. Den angribende part tvinger offeret og, ifølge kompatibilister, er dette det, der tilsidesætter fri vilje. Deraf argumenterer de for, at determinisme ikke gør nogen forskel; det der gør forskellen er, at individers valg er et resultat af deres egne ønsker og præferencer, som ikke bliver tilsidesat af en ekstern (eller intern) kraft. For at være kompatibilist skal man ikke besidde en bestemt opfattelse af fri vilje, men kun nægte at determinisme er modstridende fri vilje.
William James' opfattelser var ambivalente. Mens han troede på fri vilje på et "etisk grundlag", mente han ikke, der var bevis for det på et videnskabeligt grundlag. Heller ikke hans egen selviagtagelse støttede det. Endvidere accepterede han ikke inkompatibilisme, som den formuleres nedenfor; han mente ikke, at indeterminismen i menneskets handlinger var en forudsætning for moralsk ansvar. I sit værk Pragmatism, skrev han, at "instinkt og nytte mellem dem, kan man sikkert tillægge tillid til at fortsætte den sociale virksomhed med straf og lovprisning" uanfægtet metafysiske teorier. Han mente ikke, at indeterminisme er vigtigt som en "lettelsens doktrin" – den muliggør synspunktet, at selvom verden måske på mange måder er et dårligt sted, så kan den gennem individers handlinger blive et bedre sted. Han siger derimod, at determinisme underminerer meliorisme – ideen, at fremskridt er et reelt koncept, der leder hen imod en forbedring af verden.
"Moderne kompatibilister", såsom Harry Frankfurt og Daniel Dennett, argumenterer for, at der er tilfælde, hvor en person under tvangs handlinger stadig er frie, fordi sådan tvang er sammenfaldende med personen under tvangs personlige hensigter og ønsker. Frankfurt er en af de mest fremtrædende fortalere for en version af kompatibilismen kaldet det "hierarkiske net". Ideen er, at et individ kan have modstridende ønsker på et førsteordensniveau og også have ønsker om de forskellige førsteordensønsker (et andenordensønske), hvor resultatet er, at et af ønskerne overtrumfer de øvrige. En persons vilje skal identificeres som dennes mest fremtrædende førsteordensønske, det vil sige de ønsker, som personen handler ud fra. Som eksempel findes der "tankeløst afhængige", "ufrivillige afhængige" og "frivillige afhængige" i kategoriseringen af narkotikaafhængige. Alle tre grupperinger har potentielt modstridende førsteordensønsker om både at ville tage narkotikaen og ikke at ville det.
Den første gruppe, "tankeløst afhængige", har ingen andenordensønsker om ikke at tage stoffet. Den anden gruppe, "ufrillige afhængige", har et andenordensønske om ikke at tage stoffet, hvorimens den tredje gruppe, "frivillige afhængige", har et andenordensønske om rent faktisk at tage det. Ifølge Frankfurt er den første gruppe blottet for vilje og er derfor ikke længere individer. Medlemmerne af den anden gruppe ønsker frit ikke at tage narkotikummet, men deres vilje overrumples af deres afhængighed. Slutteligt tager medlemmerne af tredje gruppe stoffet, de er afhængige af, med glæde. Frankfurts teori forgrenes til et uendeligt antal niveauer. Kritikere af teorien påpeger, at der ikke er nogen sikkerhed for, at der ikke vil opstå konflikter selv på højereordensniveauer af ønsker og præferencer. Andre argumenter for, at Frankfurt ikke efterlader nogen fyldestgørende forklaring på, hvordan de forskellige niveauer i hierarkiet forholder sig til hinanden.
I Elbow Room præsenter Dennett et argument for en kompatibilistisk teori om fri vilje, som er yderligere forklaret i bogen Freedom Evolves. Den grundlæggende tankegang er, at hvis man udelukker Gud, uendeligt magtfulde dæmoner og andre sådanne væsener, så er fremtiden, grundet kaos og empiriske grænser for præcisionen af vores viden om verden, dårligt defineret for alle begrænsede væsener. De eneste veldefinerede ting er "forventninger". Evnen til at handle "anderledes" giver kun mening, når man har at gøre med disse forventninger og ikke med en ukendt og uerkendelig fremtid.
Ifølge Dennett kan fri vilje eksistere, fordi individer har evnen til at handle forskelligt fra, hvad folk forventer. Inkompatibilister hævder, at problemet med denne idé er, at vi muligvis blot er "maskiner, som reagerer på forudsigelige måder på stimuli i vores omgivelser". Derfor er alle vores handlinger kontrolleret af kræfter uden for os selv eller af rent tilfælde. Mere sofistikerede analyser af kompatibilistisk fri vilje forefindes ligesom også anden kritik gør.

### Inkompatibilisme
"Hårde determinister" som d'Holbach accepterer determinisme og afviser fri vilje. "Metafysiske libertarianere" som Thomas Reid, Peter van Inwagen og Robert Kane accepterer fri vilje, men benægter determinisme, og dermed er de af den opfattelse, at der findes en form for indeterminisme. Et andet synspunkt er det hårde inkompatibilistiske, som hævder, at fri vilje er inkompatibelt med både determinisme og indeterminisme. Dette standpunkt forsvares af Derk Pereboom.
Et af de traditionelle argumenter for inkompatibilisme er baseret på en "intuitionspumpe": hvis en person er forudbestemt i sine valg og handlinger, så må denne være lige som andre mekaniske ting, der er målrettede i deres adfærd, som en billardkugle, en dukke eller en robot. Fordi disse genstande ikke har en fri vilje, må mennesker være uden fri vilje, hvis determinisme er sand. Dette argument er blevet afvist af kompatibilister som Daniel Dennett på grund af, at selv hvis mennesker har noget til fælles med disse genstande, behøver det ikke betyde, at der ikke er nogen vigtige forskelle.
Et andet argument for inkompatibilisme er argumentet om kausalkæder (årsagskæder). Inkompatibilisme er nøglen til den idealistiske teori om fri vilje. De fleste inkompatibilister afviser ideen om, at frihed til at vælge sine handlinger udelukkende består af frivillig adfærd. De insisterer derimod på, at fri vilje betyder, at mennesker må være den ultimative eller originale årsag til sine handlinger. Mennesket må være en causa sui i den traditionelle forstand. At være ansvarlig for sine valg er at være den første årsag til disse valg, hvor den første årsag skal forstås som det, at der ikke er nogen forudgående årsag til årsagen. Argumentet er da, at hvis mennesket har en fri vilje, så er mennesket den ultimative årsag til sine handlinger. Hvis determinisme er sand, så er alle menneskets valg derimod forårsaget af begivenheder og faktorer, der er uden for dets rækkevidde. Så hvis alting, mennesket gør, er forårsaget af begivenheder og faktorer uden for menneskets kontrol, kan mennesket ikke være den ultimative årsag til sine egne handlinger. Derfor kan mennesket ikke have nogen fri vilje. Dette argument er også blevet udfordret af forskellige kompatibilistiske filosoffer.
Et tredje argument for inkompatibilisme blev formuleret af Carl Ginet i 1960'erne og har været genstand for meget opmærksomhed i den moderne litteratur. Det simplificerede argument lyder: Hvis determinisme er sand, så har vi ingen kontrol over begivenheder i fortiden, som er bestemmende for vores nuværende tilstand og ingen kontrol over naturlovene. Siden vi ikke kan kontrollere disse anliggender, kan vi heller ikke have kontrol over deres konsekvenser. Eftersom vores nutidige valg og handlinger, under determinisme, er de nødvendige konsekvenser af fortiden og naturlovene, så har vi ingen kontrol over dem og deraf ingen fri vilje. Dette kaldes konsekvensargumentet. Peter van Inwagen bemærker, at C.D. Broad kom med en version af konsekvensargumentet allerede i 1930'erne.
Problemet for kompatibilister i dette argument ligger i det faktum, at det synliggør umuligheden i, at man kunne have valgt anderledes, end man gjorde. Hvis for eksempel Carina er kompatibilist, og hun netop har sat sig ned på sofaen, så skal hun kunne påstå, at hun kunne være blevet stående, hvis hun ønskede det. Men det følger af konsekvensargumentet, at hvis Carina var blevet stående, ville hun enten have genereret en uforenelighed, bryde naturlovene eller ændret fortiden. Derfor er kompatibilister ifølge Ginet og van Inwagen tvunget til at acceptere eksistensen af "utrolige evner". Et modsvar til dette argument er, at det ligestiller begreberne evner og behov, eller tanken om, at den fri vilje fremkalder muligheden for at træffe ethvert givet valg, i virkeligheden er en illusion, og at valget var blevet taget i forvejen, selvom den "bestemmende person" opfattede det omvendt. David Lewis hævder, at kompatibilister er tvungne til at antage, at valget kunne have faldet anderledes ud, hvis der havde hersket andre omstændigheder i fortiden.

### Libertariansk inkompatibilisme
Det andet synspunkt under overskriften inkompatibilisme er metafysisk libertarianisme. Libertarianisme antager, at fri vilje eksisterer, hvilket medfører, at individer er i stand til at vælge mere end én mulig handling i en given situation. Eftersom determinisme antyder, at der kun er en mulig fremtid, er determinismen ikke forenelig med denne opfattelse af fri vilje og må derfor være falsk.
Retninger af libertarianismen kan opdeles i to hovedgrene: overnaturlige teorier og videnskabelige eller naturlige teorier. Overnaturlige teorier antager, at ikkefysisk sind eller sjæl står over fysisk kausalitet, sådan at fysiske hændelser i hjernen, som fører til udførelsen af handlinger, ikke har en fuldstændig fysisk forklaring. Denne tilgang er tilknyttet dualismen og har nogle gange en teologisk motivation bag sig.
Videnskabelige forklaringer på libertarianismen (beskrevet som "naturalistiske") involverer nogle gange panpsykisme eller teorien om, at en egenskab i bevidstheden er associeret med alle partikler og gennemsyrer hele universteorien. Andre naturalistiske tilgange kræver ikke, at fri vilje er en fundamental byggesten i universitet; normal tilfældighed henvises til som "albuerum", som opfattes som nødvendig for libertarianere. Fri vilje betragtes som en bestemt type kompleks proces med et element af indeterminisme. Et eksempel på denne tilgang er udviklet af Robert Kane.

### Andre synsvinkler
Nogle filosoffers synspunkter er svære at kategorisere som enten kompatibilistisk eller inkompatibilistisk, hård deterministisk eller libertariansk. John Locke, for eksempel, nægtede, at begrebet fri vilje gav mening (jævnfør teologisk nonkognitivisme, en lignende holdning til eksistensen af Gud). Han var også af den mening, at determinismens sandhed var irrelevant. Han mente, at det, der definerer frivillig adfærd, er, at individer har evnen til at "udsætte" en beslutning længe nok til at kunne reflektere over dets konsekvenser: "...viljen betegner i sandhed intet ud over en kraft eller evne til at foretrække eller vælge". På lignende vis diskuterede David Hume muligheden for, at hele debatten om fri vilje ikke er andet end et "verbalt" spørgsmål. Han foreslog endvidere, at det ville kunne forklares med "en falsk følelse eller fornemmet oplevelse", som forbindes med mange af vores handlinger, når vi udfører dem. Ved eftertanke erkender vi, at de var nødvendige og determinerede fra begyndelsen af.
Arthur Schopenhauer angriber spørgsmålet om fri vilje og moralsk ansvar på følgende måde:
Alle ser sig selv a priori at være fuldstændig fri, selv i sine individuelle handlinger, og synes, at han hvert øjeblik kan forfølge en anden type liv. ...Men a posteriori, gennem erfaring, opdager han, at han ikke er fri, men underlagt nødvendigheden, og modsat sine egne beslutninger og overvejelser ikke kan ændre sin adfærd og at fra begyndelsen af sit liv til slutningen af livet er nødt til at udleve den karakter, som han selv fordømmer...."
I sin On the Freedom of the Will konstaterede Schopenhauer, at "du kan gøre, hvad du vil, men i et hvert givet øjeblik af dit liv, kan du kun ville en eneste forudbestemt ting og absolut intet andet end denne ene."
Rudolf Steiner, som udgav Schopenhauers samlede værker, skrev Frihedens filosofi, som fokuserer på problemet med fri vilje. Steiner opdeler til at begynde med dette i to aspekter af frihed: tankefrihed og handlefrihed. Han argumenter for, at indre frihed opnås, når vi bygger bro mellem vores sanseindtryk, som påvirker den ydre opfattelse af verden, og vores tanker, som giver os adgang til verdens indre natur. Ydre frihed opnås ved at trænge igennem vores handlinger med moralsk fantasi. Steiner forsøger at vise, at disse to aspekter af indre og ydre frihed er uadskillelige, og at sand frihed kun opnås, når de er forenede.
Den moderne filosof Galen Strawson er enig med Locke i, at determinismens sandhed eller usandhed er irrelevant for problemet. Han argumenter med, at begrebet fri vilje fører til en uendelig proces og derfor er meningsløs. Hvis man er ansvarlig for, hvad man gør i en given situation, så følger, ifølge Strawson, at man må være ansvarlig for, hvordan ens mentale liv ser ud. Men det er umuligt for en at være ansvarlig for måden, man er på, i enhver henseende. Dette begrundes med, at for at man kan være ansvarlig for, hvordan man handler i situation "Sn", må man også have været ansvarlig for, hvordan man var i "Sn−1". For igen at være ansvarlig for "Sn−1", må man have været ansvarlig for, hvordan man var i "Sn−2" og så videre. På et tidspunkt i kæden må der have været en oprindelig handling i en ny kausalkæde. Men det er umuligt. Mennesket kan ikke opfinde sig selv eller sin mentale tilstand ex nihilo. Dette argument indebærer, at fri vilje i sig selv er absurd, men ikke at det er inkompatibelt med determinisme. Strawson kalder sin egen synsvinkel "pessimisme", men det kan blive klassificeret som hård inkompatibilisme.
Ted Honderich er af den holdning, at "determinisme er sand, mens kompatibilisme og inkompatibilisme begge er falske", og det reelle problem ligger et andet sted. Honderich fastholder, at determinisme er sand, fordi kvantefysiske fænomener ikke er hændelser eller ting, der kan lokaliseres i tid og rum, men er abstrakte enheder. Endvidere, selv hvis de var hændelser på mikroniveau, synes de ikke at ville have nogen relevans for, hvordan verden er på makroniveau. Han fastholder, at inkompatibilitet er falsk fordi, selvom determinisme er sand, så har inkompatibilister ikke og kan inkompatibilister ikke komme med en tilstrækkelig begrundelse for oprindelse. Han afviser kompatibilisme, fordi det, ligesom inkompatibilisme, antager en fundamental opfattelse af frihed. Der er i virkeligheden to opfattelser af frihed: frivillig handling og oprindelse. Begge opfattelser behøves for at kunne forklare fri vilje og ansvar. Både determinisme og indeterminisme er trusler mod en sådan frihed. At afvise disse opfattelser af frihed ville være at afvise moralsk ansvar. På den ene side har vi vores intuition; på den anden vores videnskabelige fakta. Det "nye" problem er, hvordan man løser denne konflikt.

## Moralsk ansvar
Samfundet kræver generelt, at mennesker tager ansvar for deres egne handlinger, og mener, at de bør hyldes eller klandres for det, de gør. Dog er mange imidlertid af den mening, at moralsk ansvar kræver fri vilje. Derfor omhandler et andet vigtigt emne i debatten om fri vilje om, hvorvidt individer nogen sinde er moralsk ansvarlige for deres handlinger, og hvis det er tilfældet, i hvilken forstand de er ansvarlige.
Inkompatibilister mener overvejende, at determinisme står i modsætning til moralsk ansvar. Det synes umuligt at én person kan holdes til ansvar for en handling, der ville kunne forudsiges fra (potentielt) tidernes begyndelse. Hårde determinister siger "Bare ærgerligt for fri vilje!" og forkaster konceptet. Clarence Darrow, den berømte forsvarsadvokat, plæderede hans klienter, Leopold og Loeb, uskyldige ved at benytte sig af et sådant hårdt deterministisk argument. Under sin opsummering, erklærede han:
Hvad har denne dreng med det at gøre? Han var ikke sin egen far; han var ikke sin egen mor; han var ikke sine egne bedsteforældre. Alt dette blev givet til ham. Han omgav ikke sig selv med guvernanter og rigdom. Han lavede ikke sig selv. Og stadig skal han tvinges til at betale.
Modsætningsvist anvender mange libertarianere samme argument imod determinisme. Daniel Dennett stiller spørgsmålet om, hvorfor nogen i det hele taget skulle tage sig af, om nogen har egenskaben ansvar, og antyder, at ideen om moralsk ansvar blot er "et rent metafysisk ønske". Jean-Paul Sartre argumenterer for, at mennesker nogle gange undgår ansvar ved at gemme sig bag determinisme: "... vi er altid parate til at gå i skjul bag determinismen, hvis denne frihed tynger os, eller vi behøver en undskyldning". Standpunktet, at kategorisering af sådanne mennesker som "simple" eller "uærlige" ikke gør nogen forskel for, om deres handlinger er determinerede, er imidlertid lige så uholdbart.
Spørgsmålet om moralsk ansvar er kernen i uenigheden mellem hård determinisme og kompatibilisme. Hårde determinister er tvunget til at acceptere, at individer ofte har fri vilje i den kompatibilistiske forståelse, men de afviser, at denne forståelse af fri vilje kan være basis for moralsk ansvar. Hårde determinister påstår, at faktummet, at en agents valg er utvungne, ikke ændrer faktummet, at determinisme fjerner agentens ansvar.
Kompatibilister argumenterer på den anden side for, at determinisme er en forudsætning for moralsk ansvar. Samfundet kan ikke ansvarliggøre en person, hvis ikke dennes handlinger var bestemt af noget. Dette argument kan spores tilbage til David Hume. Hvis indeterminisme er sand, så er de handlinger, der ikke er determinerede, tilfældige. Det er usandsynligt, at man kan hylde eller klandre nogen for at udføre en handling, der blev dannet spontant af dennes nervesystem. I stedet for må man afgøre, hvordan handlingerne stammede fra personens ønsker og preferencer – personens karakter – før man kan holde personen moralsk ansvarlig. Libertarianere vil svare, at ikkedeterminerede handlinger i virkeligheden slet ikke er tilfældige, og at de er resultatet af reel vilje, hvis beslutninger er ikkedeterminerede. Dette argument vurderes som værende utilfredsstillende af kompatibilister, fordi det blot skubber problemet et skridt tilbage. Det synes også at involvere noget mystisk metafysik såvel som konceptet ex nihilo nihil fit. Libertarianere har svaret ved at prøve at klargøre, hvordan ikkedetermineret vilje kan knyttes til robust handlen.
I sit brev til romerne stiller Paulus spørgsmålet om moralsk ansvar som følger: "Er pottemageren ikke herre over sit ler, således at han af den samme masse kan lave fornemme kar og kar til dagligt brug?" I denne forstand kan individer stadig blive uhæderliggjorte for deres handlinger, uagtet at disse handlinger dybest set var bestemt af Gud.
Et lignende synspunkt er, at individuel moralsk uforsvarlighed ligger i individets karakter. Det betyder, at en person med en morders egenskaber ikke har andet valg end at myrde, men denne kan stadig blive straffet, fordi det er rigtigt at straffe folk af en sådan karakter.
Hvordan, ens karakter er bestemt, er irrelevant fra dette perspektiv. Deraf argumenterer Robert Cummins og andre for, at mennesker ikke skal dømmes for deres individuelle handlinger, men derimod for hvordan deres handlinger "afspejler deres karakter". Hvis karakter (hvordan end denne må være defineret) er den dominerende årsag til ens handlinger, og ens valg er moralsk forkerte, så skal man holdes til ansvar for sådanne valg, uagtet genetiske hensyn og andre sådanne faktorer.
En undtagelse til antagelsen, om at moralsk uforsvarlighed ligger i enten individuel karakter eller handlinger af fri vilje, findes i sager, hvor utilregnelighed – eller dets konsekvens, formindsket ansvar – kan bruges til at argumentere for, at den skyldige handling ikke var et produkt af et skyldigt sind. I sådanne tilfælde antager det juridiske system i de fleste vestlige samfund, at personen på en måde ikke har hele skylden, fordi dennes handlinger var en konsekvens af abnorme sanser.
Joshua Greene og Jonathan Cohen, forskere inden for neuroetik, argumenterer på basis af sådanne sager, at vores nuværende syn på moralsk ansvar er baseret på libertaristiske (og dualistiske) intuitioner. De hævder, at kognitiv neurovidenskabelig forskning underminerer disse intuitioner ved at vise, at hjernen er ansvarlig for vores handlinger, ikke kun i tilfælde af psykose, men endda i mindre åbenlyse situationer. For eksempel reducerer skade på frontallappen evnen til at afveje usikre risici og tage vigtige beslutninger, og dette leder derfor til en større sandsynlighed for at begå en voldelig forbrydelse. Dette er ikke kun sandt for patienter med skade på frontallappen grundet ulykke eller blodprop, men også for unge som viser tegn på nedsat aktivitet på frontallappen sammenlignet med voksne, og endda for børn, som er kronisk forsømt eller mishandlet. I hvert tilfælde kan den skyldige part, argumenterer de, siges at have mindre ansvar for sine handlinger. Greene og Cohen forudsiger, at dommeres fortolkninger af fri vilje og moralsk ansvar, i takt med at sådanne tilfælde bliver flere og dermed almindeligt kendte, vil rykke sig fra den intuitive libertaristiske forståelse, som i øjeblikket definerer dem.
Greene og Cohen argumenterer også for, at det juridiske system ikke behøver denne libertaristiske fortolkning. Derimod foreslår de, at kun gengældende opfattelser af retfærdighed, i hvilken det juridiske system skal straffe ugerninger, kræver den libertaristiske intuition. Konsekventialistiske tilgange til retfærdighed, som er rettet mod at fremme fremtidig velfærd i stedet for at imødekomme umiddelbar fortjeneste, kan overleve selv hård deterministisk fortolkning af fri vilje. Som følge deraf kan det juridiske system og opfattelse af retfærdighed således blive opretholdt på trods af nylig neurovidenskabelig evidens, der underminerer libertaristisk intuitioner af fri vilje.

## Inden for videnskaben
Mange argumenter for eller mod fri vilje involverer en antagelse om sandheden eller usandheden af determinisme. Den videnskabelige metode bygger på håbet om at være i stand til at gøre disse antagelser til faktum. Sådanne fakta ville imidlertid stadig skulle kombineres med de filosofiske overvejelser for at være i stand til at give et argument for eller imod fri vilje. Hvis kompatibilisme eksempelvis skulle vise sig sand, vil sandheden af determinisme ikke have nogen indflydelse på spørgsmålet om eksistensen af fri vilje. Omvendt vil et bevis for determinisme kombineret med et argument for inkompatibilisme give et argument mod fri vilje.

### Fysik
Ældre videnskabelig tankegang portrætterede ofte Universet som deterministisk, og nogle tænkere hævdede, at indsamlingen af tilstrækkelig information ville sætte dem i stand til at forudsige fremtiden med perfekt nøjagtighed. Omvendt er moderne videnskab en blanding af deterministiske og stokastiske teorier. Kvantemekanik forudsiger begivenheder udelukkende ved angivelse af sandsynligheder og betvivler, hvorvidt universet overhovedet er deterministisk. Nuværende fysiske teorier er meget langt fra en "teori om alt" og kan ikke besvare spørgsmålet om, hvorvidt determisme er sandt for verden. Derfor omfatter de i stedet adskillige fortolkninger og er åben over for disse.
Selvom en indeterministisk fortolkning af kvantemekanikken skulle vise sig at være den rigtige, vil man stadig kunne gøre den indvending, at indeterminisme begrænses til mikroskopiske fænomener, da det er disse, kvantemekanikken beskriver. Omvendt er mange makroskopiske fænomener baseret på kvanteeffekter; for eksempel virker nogle hardwaretilfældighedsgeneratorer ved at forstærke kvanteeffekter til praktisk anvendelige signaler. Et vigtigere spørgsmål er, hvorvidt kvantemekanikkens indeterminisme tillader noget i stil med fri vilje, når kvantemekanikkens love bør give en fuldstændig sandsynlighedsteoretisk redegørelse for partiklers bevægelse.
Der findes yderligere en, mere filosofisk, indvending. Det er blevet fremsat som argument, at hvis der handles på grund af kvantetilfældighed, da betyder det i sig selv, at fri vilje er fraværende, da en sådan handling ikke kan kontrolleres af nogen, der påstår at besidde fri vilje. Hvis dette argument forenes med inkompatibilisme ville det følge, at fri vilje er umulig, da det vil være uforeneligt med både determinisme og indeterminisme, og disse to er de eneste muligheder. Forenes det omvendt med kompatibilisme, vil det betyde, at fri vilje kun er mulig i et deterministisk univers.
Robert Kane har udnyttet kvantemekanikkens og kaosteoriens succes til at forsvare inkompatibilismens syn på frihed i sin The Significance of Free Will og i andre værker.

### Genetik
Ligesom fysikere har biologer ofte stillet spørgsmål, der har relateret sig til fri vilje. En af de mest ophedede diskussioner i biologi handler om arv og miljø; forholdet mellem vigtighed af på den ene side genetik og biologi og på den anden kultur og miljø. Mange forskere er af den opfattelse, at en del af menneskets opførsel kan forklares ved dets hjerne, gener og evolutionære begivenheder. Dette synspunkt giver anledning til bekymring over, om dette faktum medfører umuligheden af at stille folk til ansvar for deres handlinger. Steven Pinker mener, at denne frygt for determinisme i genetiske og evolutionsmæssige sammenhænge er en misforståelse, og at det er "en forveksling af 'forklaring' med 'undskyldning'". I hans øjne forudsætter ansvarlighed ikke, at opførsel er uden årsag, så længe opførslen modsvarer hyldest og klandring. Ydermere er det usikkert, om den miljømæssige determination er en større trussel mod fri vilje, end den genetiske er det.

### Neurovidenskab
Det er blevet muligt at studere den levende hjerne, og forskere er i stand til at betragte hjernens beslutningstagende "maskineri" i arbejde. Benjamin Libet foretog et indflydelsesrigt eksperiment på området i 1980'erne, hvor han bad hver forsøgsperson bevæge håndleddet på et tilfældigt valgt tidspunkt, mens han målte den tilhørende hjerneaktivitet (og specielt opbygningen af det elektriske signal der kaldes beredskabspotentialet). Selvom det var velkendt, at ændringen i beredskabspotentialet kom før den fysiske handling, undersøgte Libet, om beredskabspotentialet svarede til den følte intention om at bevæge sig. For at bestemme hvornår forsøgspersonen havde intention om at bevæge sig, bad han vedkommende holde øje med sekundviseren på et ur og rapportere dets position, når han eller hun var bevidst om viljen til at bevæge håndleddet.
Libet nåede frem til, at den underbevidste hjerneaktivitet, der førte til det bevidste valg om at bevæge håndleddet, begyndte omtrent et halvt sekund før forsøgspersonen var bevidst om sin hensigt om at bevæge sig. Libets fund antyder, at forsøgspersonens valg træffes på et underbevidst plan og først bagefter oversættes til en "bevidst beslutning", og at forsøgspersonens opfattelse af, at handlingen fandt sted efter hans eller hendes vilje, kun skyldes det retrospektive perspektiv på hændelsen. Denne fortolkning af resultaterne er blevet kritiseret af Daniel Dennett, som mener, at folk vil være nødt til at flytte opmærksomheden fra deres intention til uret, og at dette medfører en tidsmæssig uoverensstemmelse mellem den følte oplevelse af viljen og den opfattede position af viseren. Efterfølgende studier har i overensstemmelse med dette argument vist, at den præcise numeriske værdi afhænger af opmærksomheden. Trods forskellene i den præcise numeriske værdi har Libets oprindelige fund dog holdt.
I en anden variant af dette eksperiment bad Haggard og Eimer forsøgspersonerne foruden at bestemme, hvornår de skulle bevæge hænderne, også at bestemme hvilken hånd, de ville bevæge. I dette tilfælde hang den oplevede hensigt om bevægelse i langt højere grad sammen med det "lateraliserede beredskabspotential" (LRP); en elektroencefalografisk komponent, som måler forskellen mellem aktivitet mellem venstre og højre hjernehalvdel. Haggard og Eimer hævder, at oplevelsen af bevidst vilje derfor må følge beslutningen om hvilken hånd, der skal bevæges, da LRP viser beslutningen om at bevæge en bestemt hånd.
Relaterede eksperimenter har vist, at stimulation af hjernen kan påvirke, hvilken hånd forsøgspersonerne bevæger til trods for, at oplevelsen af fri vilje er intakt. Ammon og Gandevia nåede frem til, at det var muligt at påvirke hvilken hånd, der valgtes ved stimulering af de områder af frontallappen, som er involverede i bevægelsesstyring, ved at bruge transkraniel magnetstimulering i enten venstre eller højre hjernehalvdel. Højrehåndede personer ville normalt vælge højre hånd 60 % af gangene, men ved stimulering af højre hjernehalvdel ville de i stedet vælge venstre hånd 80 % af gangene (den højre hjernehalvdel er ansvarlig for bevægelse af kroppens venstre side og omvendt). Trods denne eksterne indflydelse på beslutningen ville forsøgspersonerne fortsat hævde, at de troede, at deres valg af hånd var blevet taget frit. I et derpå følgende eksperiment fandt Alvaro Pascual-Leone og hans kolleger frem til lignende resultater, men bemærkede desuden, at den transkranielle magnetstimulering skulle finde sted inden for 200 millisekunder i overensstemmelse med udledningen fra Libets eksperiment.
Til trods for disse opdagelser tolkede Libet ikke selv sit eksperiment som bevis for mangel på bevidst fri vilje; han pointerer, at forsøgspersonens vilje, til trods for at tendensen til at trykke på en knap bygges op over 500 millisekunder, til de sidste millisekunder bibeholder en "vetoret" mod handling. Ifølge denne model kan underbevidste impulser til at udføre en given handling undertrykkes af en bevidst anstrengelse fra personen. Man har sammenlignet med golfspillere, som kan svinge køllen adskillige gange, før de slår til bolden. Handlingen får ganske simpelt et godkendende stempel i det sidste millisekund. Max Velmans hævder imidlertid, at denne "frie ikke-vilje" kan vise sig at kræve samme mængde hjerneforbedrelse, som den "frie vilje" ifølge eksperimenterne kræver.
Sidenhen har forskerne Jeff Miller og Judy Trevena fra University of Otago i New Zealand reevalueret Libets eksperimenter, lavet nye og "reddet" den fri vilje, da deres forskning viser at det ubevidste ikke beslutter noget.

### Neurologi og psykiatri
Der findes flere hjernerelaterede betingelser, som leder til, at et individ føler manglende kontrol over sine handlinger. Til trods for at eksistensen af sådanne ikke direkte modbeviser den fri viljes eksistens, er studiet af sådanne betingelser, som de neurovidenskabelige studier ovenfor, af værdi for udviklingen af modeller, som viser, hvordan hjernen kan konstruere oplevelsen af fri vilje.
For eksempel udfører personer med Tourettes syndrom og relaterede tics ufrivillige bevægelser og udstød, til trods for at de helst var det foruden under visse omstændigheder. Tics er blevet beskrevet som halv- eller ikke-frivillige, da de strengt taget ikke er ufrivillige: De kan opleves som en frivillig respons på uønskede drifter. Tics opleves som uimodståelige og må før eller senere udføres eller komme til udtryk. Personer med Tourettes syndrom er ofte i stand til at undertrykke deres tics i et vist omfang i begrænsede tidsperioder, men det fører ofte til et udbrud af tics bagefter. Den kontrol, der kan udføres (fra sekunder til timer ad gangen), vil muligvis blot forsinke og forværre det pågældende tics endegyldige udtryk.
Individer, som lider af alien hand-syndromet, oplever, at deres lemmer vil foretage bevægelser uden personens hensigt. Den kliniske definition kræver, at "man føler at en kropsdel er fremmed eller har sin egen vilje kombineret med observerbar ufrivillig motoraktivitet." Syndromet opstår ofte som resultat af skade på hjernebjælken; enten ved behandling af epilepsi eller i forbindelse med et slagtilfælde. Den almindelige neurologiske forklaring er, at den oplevede vilje, som rapporteres af den talende venstre hjernehalvdel, ikke svarer til handlingerne udført af den ikketalende højre hjernehalvdel, hvilket tyder på, at de to hjernehalvdele kan have selvstændige former for vilje.
Ligeledes er en af de vigtigste symptomer i diagnosticeringen af skizofreni vrangforestillingen om, at man styres af en ekstern kraft. Personer med skizofreni hævder blandt andet, at de, selvom de handler, ikke selv er årsagen til den udførte handling. Oplevelsen sammenlignes til tider med en robot, der styres af andre. Selvom skizofreniens neurologiske mekanismer endnu ikke er klarlagt, handler en indflydelsesrig hypotese om, at den del af hjernen, som sammenholder motoriske kommandoer med kroppens respons (proprioception), ikke fungerer, hvilket fører til hallucinationer og vrangforestillinger om kontrol.
Også tvangstanker og andre lignende tvangsmæssige lidelser som bulimi og afhængighed kan kobles til manglende fri vilje. Kun grader af dette kan kobles til en total mangel på fri vilje.

### Determinisme og emergent opførsel
I den generative filosofi i kognitiv videnskab og evolutionspsykologi antages det, at fri vilje ikke eksisterer. I denne teoretiske kontekst skabes derimod en illusion af fri vilje ved skabelsen af uendelig eller beregningsteknisk kompleks opførsel fra interaktionen mellem et endeligt sæt regler og parametre. Den emergente opførsels uforudsigelighed fører fra deterministiske processer til en oplevelse af fri vilje, selvom fri vilje antages ikke at eksistere som ontologisk entitet. Selv hvis opførslen kunne beregnes forud i tid, er der i dette billede ingen måde at gøre det på, der er simplere end blot at observere resultatet af hjernens egne udregninger.
En illustration heraf er strategibrætspil. Visse af disse har stringente regelsæt, i hvilke ingen information (såsom et korts talværdi) er skjult fra den anden spiller, og ingen tilfældige begivenheder (såsom terningekast) finder sted i spillet. Ikke desto mindre kan strategispil med simple deterministiske regler, som skak og særligt Go, have et ekstremt stort antal uforudsigelige træk. I analogien mener "emergentister", at oplevelsen af fri vilje kommer fra interaktionen mellem et endeligt regelsæt og deterministiske parametre, der frembringer uendelig og uforudsigelig opførsel. Det vil imidlertid stadig være tilfældet, at denne tilsyneladende uforudsigelige opførsel vil blive forudsigelig, hvis alle begivenheder blev taget med i betragtningen, og man kendte til en måde at evaluere disse hændelser.
Cellulære automater og generativ videnskab modellerer den sociale opførsels emergente processer med denne filosofi.

### Eksperimentel psykologi
Den eksperimentelle psykologis bidrag til spørgsmålet om fri vilje er først og fremmet kommet fra socialpsykologen Daniel Wegners arbejde om bevidst vilje. I sin bog The Illusion of Conscious Will sammenfatter Wegner den empiriske evidens, som støtter opfattelsen af, at menneskets oplevelse af bevidst kontrol er en illusion. Wegner observerer, at en hændelse sluttes som årsag til en anden, hvis følgende to betingelser er opfyldt:
1. Den første hændelse går direkte forud for den anden, og
2. Den første hændelse kan konsistent siges at have medført den anden.

Hvis for eksempel en person hører en eksplosion og ser et træ vælte, er det sandsynligt, at personen vil konkludere, at eksplosionen er skyld i, at træet vælter. Hvis derimod eksplosionen finder sted, efter træet er væltet (så den første betingelse ikke er opfyldt), eller hvis personen i stedet for eksplosionen hører en telefon ringe (så den anden betingelse ikke er opfyldt), er det ikke sandsynligt, at personen ud fra lyden slutter, at de to hændelser hænger sammen.
Wegner har anvendt dette princip på de slutninger, folk drager om deres egen bevidste vilje. Folk vil typisk opleve en tanke, som er konsistent med en opførsel, og de vil derefter observere sig selv udleve tanken. Som et resultat slutter folk, at deres tanker har medført den observerede opførsel. Wegner har imidlertid været i stand til at manipulere forsøgspersoners tanker og opførsel, så de tilpasser sig eller bryder mod de to kriterier for slutning om kausalitet.
Herved har Wegner været i stand til at vise, at forsøgspersonerne ofte vil opleve, at de har en bevidst vilje om opførsler, som de faktisk ikke har været skyld i, eller, omvendt, at de kan ledes til at opleve en manglende vilje over opførsel, som de havde skyld i. Ud fra dette arbejde kan den slutning drages, at oplevelsen af bevidst vilje ikke er bundet til udførslen af faktiske handlinger. Selvom mange opfatter dette arbejde som et slag mod idéen om fri vilje, har Wegner selv hævdet, at det kun informerer om mekanismen bag oplevelsen af kontrol og ikke kontrollen selv.

## Inden for religion
Frihedsbegrebet spiller en vigtig rolle i såvel jødedom som kristendom. I Det Gamle Testamente angives de grundlæggende forudsætninger for menneskets frihed allerede i Første Mosebog kap. 1: Eftersom mennesket er skabt i Guds billede, har det handlingsfrihed og mulighed for frit at vælge det gode eller det onde. Synden ses derfor af Paulus som en byrde, som Kristus har brudt med, så mennesket har frihed til at opfylde Guds vilje. Tanken spillede en stor rolle for Martin Luther (eksempelvis i hans bog Et kristent menneskes frihed, 1520). I sit senere skrift Om den trælbundne vilje (1525) betonede han derimod, at mennesket ikke formåede at vælge det rette.
Modsat frihedsbegrebet står prædestinationen; idéen om at mennesket er forudbestemt til frelse (eller ifølge Jean Calvin til fortabelse), og at dets valgfrihed derfor er tilsyneladende.
I islamisk teologi blev menneskets frihed tidligt et centralt spørgsmål, og med tiden kom opfattelsen om mennesket som delvist prædestineret til at dominere. Især i 1900-tallet er opfattelsen af menneskets frie vilje atter blevet foretrukket af en del muslimske reformatorer.

### Hinduistisk filosofi
De seks ortodokse tankestrømninger inden for hinduistisk filosofi er ikke helt enige i spørgsmålet om fri vilje. For Samkhya er materie eksempelvis foruden frihed, og sjæle mangler enhver evne til at kontrollere udviklingen af materie. Den eneste virkelige frihed (kaivalya) består i at indse den endegyldige opsplitning af materie og selvet. For Yoga-skolen er kun Ishvara i sandhed fri, og dens frihed adskiller sig også fra alle følelser, tanker, handlinger eller viljer og er således på ingen måder viljens frihed. Nyaya- og Vaisheshika-skolernes metafysik tyder stærkt på en tro på determinisme, men synes ikke at komme med nogen eksplicit påstand om determinisme eller fri vilje.
Et citat fra Swami Vivekananda, en vedantisk hindu, viser hinduismens indstilling til fri vilje.
Derfor ser vi på en gang, at der ikke kan være en sådan ting som fri vilje; selv ordene er en modsigelse, eftersom vilje er hvad vi ved, og alt vi ved findes i vores univers, og alting i vores univers er formet af vilkår for tid, rum og kausalitet. ... For at tilegne sig frihed må man gå hinsides begrænsningerne af dette univers; thi den kan ikke findes her.
Ovenstående citat er dog ofte blevet mistolket, hvormed folk har antaget, at Vivekananda insinuerede, at alting er forudbestemt. I selve værket mente Vivekananda med fraskrivningen af fri vilje, at viljen ikke var "fri", eftersom den var kraftigt influeret af loven om årsag og virkning – "Viljen er ikke fri. Det er et fænomen bindet af årsag og virkning, men der er noget bag viljen, der er frit." Han sagde aldrig, at den var absolut bestemt og betonede virkekraften af at tage bevidste valg for at ændre ens forrige karma: "Det er kujonen og fjolset, der siger, at dette er deres skæbne. Men det er den stærke mand, der står frem og siger, jeg vil skabe min egen skæbne."
Mimamsa, Vedanta og de mere teistiske versioner af hinduisme, såsom Shaivisme og Vaishnavisme, har ofte betonet vigtigheden af fri vilje. Doktrinen om karma i hinduismen kræver dels at vi betaler for vores handlinger i datiden, dels at vores handlinger i nutiden er frie nok til at tillade os at fortjene den fremtidige belønning eller straf, som vi vil modtage for vores nuværende handlinger.

### Buddhistisk filosofi
Buddhisme accepterer både frihed og determinisme (eller noget lignende), men afviser ideen om en agent og således ideen, om at frihed er en fri vilje tilhørende en agent. Buddha sagde: "der findes fri handling, der findes straf, men jeg ser ingen agent, der passerer ud fra et sæt af flygtige elementer ind i et andet, bortset fra [forbindelsen] af disse elementer." Buddhister tror hverken på absolut fri vilje eller determinisme. De forkynder en middelvej kaldet pratitya-samutpada på sanskrit, hvilket ofte oversættes til "betinget samopståen". Det er en del af teorien om karma i buddhisme. Konceptet om karma i buddhisme er forskellig fra opfattelsen af karma i hinduisme. I buddhisme er ideen om karma i meget mindre grad deterministisk. Den buddhistiske opfattelse af karma fokuserer primært på moralske handlingers årsag og virkning i dette liv, mens det hinduistiske karmakoncept ofte er mere forbundet med at bestemme ens skæbne i fremtidige liv.
Ideen om absolut frihed til at vælge (dvs. at ethvert menneske fuldstændigt frit kan træffe ethvert valg) betragtes inden for buddhismen som tåbelig, eftersom det bestrider realiteten af ens fysiske behov og omstændigheder. Lige så fejlagtig er ideen, at vi ikke har nogen valg i livet, eller at vores liv er forudbestemt. At benægte frihed ville være at underminere buddhisternes bestræbelser på morale fremskridt (gennem vores kapacitet til frit at vælge medmenneskelig handling). Pubbekatahetuvada, troen om at al lykke og lidelse opstår fra tidligere handlinger, betragtes som værende en forkert forestilling ifølge buddhistiske doktriner. Eftersom buddhister også afviser agentskab er de traditionelle kompatibilistiske strategier lukket for dem. I stedet for er den buddhistiske filosofiske strategi at undersøge årsagssammenhængens metafysik. Det antikke Indien havde mange ophedede diskussioner om kausalitetens natur, hvor jainere, nyayister, samkhyister, cārvākanere og buddhister alle indtog en linje, der afveg en smule fra de andres. Den buddhistiske position minder på mange måder mere om en "konditionalitetsteori" end en "kausalitetsteori", især som det fremstilles af Nagarjuna i Mūlamadhyamakakārikā.

### I kashmirsk shaivisme
Konceptet fri vilje spiller en central rolle i kashmirsk shaivisme. Kendt under det tekniske navn svātantrya er det det, der ligger til grund for universets opståen – en urkraft, der fremkalder det absolutte og manifesterer verden i Śivas enestående bevidsthed.
Gud er den eneste, der er i besiddelse af egenskaben svātantrya, mens alle andre bevidste subjekter kun til forskellig grad er medaktører til den guddommelige overmagt. Mennesker har en begrænset grad af fri vilje baseret på deres bevidsthedsniveau. Ultimativt ser kashmirsk shaivisme, i form af at være et monistisk idealistisk filosofisk system, alle subjekter som værende identiske – "alle er en" – og at en er Śiva, den enestående bevidsthed. Følgelig har alle subjekter fri vilje, men de kan være uvidende om det. Uvidenhed er ligeledes en kraft direkte fra svātantrya og kan kun blive fjernet af denne.
En af svātantryas funktioner er at skænke guddommelig nåde – śaktipāt. I dette filosofiske system er spirituel frigørelse ikke tilgængeligt udelukkende på baggrund af bestræbelser, men i fuldstændig afhængighed af Guds vilje. Følgelig kan disciplen kun overgive sig selv og vente på, at den guddommelige nåde kommer og eliminerer begrænsningerne, der holder hans bevidsthed fangen.
Kausalitet opfattes i kashmirsk shaivisme som værende skabt af Svātantrya sammen med universet. Derfor kan ingen modsætning, begrænsning eller regel presse Śiva til at handle på en bestemt måde. Svātantrya eksisterer altid udover det begrænsende skjold, kosmisk illusion (māyā).

## I anden teologi
Den teologiske doktrin om guddommelig alvidenhed påstås ofte at stå i konflikt med fri vilje; specielt i calvinistiske kredse: Hvis Gud ved alt, hvad der kommer til at ske i mindste detalje og dermed også alle menneskers valg, vil man kunne stille spørgsmålstegn ved valgenes status som frie. Hvis Gud har tidsløs kundskab om ens valg, synes det at begrænse ens frihed. Dette problem er relateret til Aristoteles' søslagsproblem: I morgen vil der eller vil der ikke være et søslag. Hvis der er et, vil det virke som om, at det allerede i går var sandt, at der ville være et. Hvis der ikke er et søslag, vil det med samme ræsonnement virke som om, at det var nødvendigt, at det ikke skulle ske. Dette indebærer, at fremtiden, hvordan den end er, er helt bestemt af fortidens sande propositioner om fremtiden.
Visse filosoffer følger imidlertid William af Ockhams fodspor og hævder, at nødvendighed og mulighed skal defineres med hensyn til et givet tidspunkt og en given opsætning af empiriske omstændigheder, så at noget, som er muligt fra en iagttagers perspektiv, kan være nødvendigt fra en alvidendes perspektiv. Nogle filosoffer følger Filon af Aleksandrias idé om, at fri vilje er en af sjælens egenskaber, og at ikkemenneskelige dyr derfor ikke har fri vilje.
Jødisk filosofi betoner, at fri vilje er et produkt af den intrinsiske menneskelige sjæl (man anvender ordet neshama, fra hebræisk
n.sh.m. eller .נ.ש.מ som betyder "åndedrag"), men evnen til at foretage et frit valg kommer gennem Yechida (fra det hebræiske ord "yachid", יחיד): den del af sjælen der er forenet med Gud; det eneste væsen som ikke hindres af eller afhænger af årsag og sammenhæng (hvorfor viljefrihed ikke tilhører den fysiske virkelighed, og naturfilosofiens vanskelighed med at vise den er derfor ventet).
I islam er det teologiske problem som regel ikke, hvordan fri vilje kan forenes med Guds alvidenhed, men med Guds jabr: hans guddommelige befalende kraft. Al-Ash'ari udviklede en "dualistisk" form for kompatibilisme, i hvilken den menneskelige frie vilje og guddommelig jabr begge forsvaredes, hvilket blev en hjørnesten i den dominerende asharistiske skole. I shiisme betvivles Ash'aris forståelse, som hælder mod prædestination, af de fleste teologier. Fri vilje er i den shiistiske doktrin den primære faktor for menneskets ansvarlighed for sine handlinger gennem livet. Alle handlinger, som udføres af menneskets fri vilje, siges at blive regnet sammen under dommedag, da de er dettes egne og ikke Guds.
Søren Kierkegaard hævdede, at guddommelig almægtighed ikke kan skilles fra guddommelig godhed. Gud skulle, som et sandt almægtigt og godt væsen, kunne skabe væsener med sand frihed over Gud. Ydermere skulle Gud gøre dette frivilligt, da "det største gode ... hvilket kan gøres for ethvert væsen, større end noget andet der kan gøres for det, er at være virkelig fri"
Alvin Plantingas forsvar for den frie vilje er en moderne fortsættelse af samme tema. Han forklarer, hvordan Gud, fri vilje og ondskab er konsistente.